# Nicolas Feuz
Pour les articles homonymes, voir Feuz.
Nicolas Feuz, né le 23 octobre 1971 à Neuchâtel, est un écrivain suisse.

## Biographie
Nicolas Feuz naît à Neuchâtel le 23 octobre 1971. Il a un frère cadet, d'abord enseignant à l'école secondaire puis vigneron dans le sud de la France, et une sœur adoptive. Ses deux parents sont eux aussi enseignants, la mère au primaire, le père au secondaire. Ce dernier occupe plus tard le poste de directeur des sports à l'Université de Neuchâtel.
Après le gymnase, il étudie le droit (« un peu par défaut ») dans la même ville. Il décroche sa licence en 1994, puis effectue son stage dans le cabinet de Denis Oswald pour l'obtention du brevet d'avocat en 1996. Il joue à l'époque au basketball en ligue nationale, jusqu'en LNA avec Union Neuchâtel en 1995-1996 et en LNB avec l'équipe de La Chaux-de-Fonds en 1997-1998,.
Après son brevet, il travaille pendant près d'un an comme assistant-juriste auprès du conseiller d'État Thierry Béguin. Il est ensuite engagé comme assistant à l'Université de Neuchâtel.
Il est nommé juge d'instruction à La Chaux-de-Fonds à 27 ans, puis procureur à Neuchâtel en 2011,,. Il est spécialiste de la lutte contre le trafic de stupéfiants.
Père de deux enfants, divorcé, il vit toujours dans la région neuchâteloise.

## Parcours littéraire
Il s'intéresse aux romans policiers pendant son adolescence.
Il commence à écrire « un peu par accident » en 2010, lors de vacances au Kenya, alors qu'il n'a plus rien à lire. Enfant, il s'essaie à la bande dessinée, sans succès,. Il se dit grand amateur de science-fiction, notamment Star Wars et Le Seigneur des anneaux.
Il publie ses huit premiers polars en auto-édition, dont sa trilogie massaï. Le procureur Norbert Jemsen, sa greffière Flavie Keller et l’inspectrice Tanja Stojkaj sont des personnages récurrents de ses ouvrages. Il situe toujours ses romans dans le canton de Neuchâtel, jusqu'à Heresix en 2022.
Horrora borealis, histoire d'un carnage à Festi'neuch, qui reçoit en 2018 le Prix du meilleur polar indépendant au Salon du Livre de Paris, lui permet de gagner un lectorat hors de Suisse. Il signe la même année avec Slatkine et Le Livre de poche. Il quitte Slatkine en 2023 pour rejoindre la maison d'édition de Joël Dicker, Rosie & Wolf.
En 2020, du 26 mars au 28 avril, en période de semi-confinement dû à la pandémie de COVID-19, il publie gratuitement le roman Restez chez vous, sous forme de feuilleton, sur le site de son éditeur Slatkine,.

## Distinctions
- 2015 :  Prix du meilleur polar indépendant au Salon du Livre de Paris pour Emorata[1]

- 2018 : Prix du meilleur polar indépendant au Salon du Livre de Paris pour Horrora borealis[10]

- 2022 : Prix de l'Évêché pour Heresix[17].

## Publications

### Romans
- La Septième Vigne, Lille, France, TheBookEdition, 2013, 289 p.  (ISBN 978-2-9700984-3-0)
- Les Bouches, Lille, France, TheBookEdition, 2015, 289 p.  (ISBN 978-2-9700984-4-7)
- Eunoto, les noces de sang, Lille, France, TheBookEdition, 2017, 361 p.  (ISBN 978-1-973284-45-1)[18]
- Horrora borealis, Paris, Le Livre de poche, 2018, 282 p.  (ISBN 978-2-253-25805-6)
- Le Miroir des âmes, Lausanne, Suisse, Éditions Slatkine, 2018, 261 p.  (ISBN 978-2-88944-100-6)[19],[20]. Adapté en bande dessinée en 2024 (scénario : Pascal Piatti ; illustration : Jo Ted)[21].
- L'Ombre du renard, Lausanne, Suisse, Éditions Slatkine, 2019, 216 p.  (ISBN 978-2-88944-110-5)[22],[23]
- Nuits blanches en Oklahoma, Lausanne, Suisse, Éditions Okama, 2020, 240 p., en collaboration avec David Ruiz Martin, Sandra Morier, Catherine Rolland et Lolvé Tillmanns  (ISBN 9782940658053)
- L’Engrenage du mal, Genève, Suisse, Éditions Slatkine, 2020, 299 p. (ISBN 978-2-88944-143-3)[24]
- Brume rouge, Éditions Slatkine, 2022, 299 p. (ISBN 978-2-88944-199-0)
- Heresix, Le Livre de poche, 2022
- Les Larmes du lagon, Éditions Slatkine, 2022
- Le Philatéliste, Rosie & Wolfe, 2023, 332 p.[14]. Le roman, très sombre, raconte une enquête de police sur l'envoi de colis dont les timbres sont en peau humaine, sur fond d'enfance humiliée[14].
- Les Extradées, Rosie & Wolfe, 2024, 333 p. (ISBN 9782889730650)[25]. Le dernier chapitre est écrit en collaboration avec Marc Voltenauer[26].
- Ultimatum, Marc Voltenauer et N.Feuz, 2025, Istya & Compagnie

### Trilogie Masaï
Préquel : Emorata, pour quelques grammes de chair, Lille, France, TheBookEdition, 2014, 362 p.  (ISBN 978-2-8399-1489-5)
1. Ilmoran, l'avènement du guerrier, Lille, France, TheBookEdition, 2010, 361 p.  (ISBN 978-2-9700984-0-9)
2. Ilayok, le berceau de la folie, Lille, France, TheBookEdition, 2011, 380 p.  (ISBN 978-2-9700984-1-6)
3. Ilpayiani, le crépuscule massaï, Lille, France, TheBookEdition, 2013, 357 p.  (ISBN 978-2-9700984-2-3)[27]

### Recueils de nouvelles
- Les passeurs & autres nouvelles, Éditions Okama, 2023, 176 p.  (ISBN 978-2-9406582-7-5)